# Petros (Tennessee)
Petros es un lugar designado por el censo ubicado en el condado de Morgan en el estado estadounidense de Tennessee. En el Censo de 2010 tenía una población de 583 habitantes y una densidad poblacional de 57,13 personas por km².

## Geografía
Petros se encuentra ubicado en las coordenadas 36°6′10″N 84°27′1″O / 36.10278, -84.45028. Según la Oficina del Censo de los Estados Unidos, Petros tiene una superficie total de 10.2 km², de la cual 10.2 km² corresponden a tierra firme y (0%) 0 km² es agua.

## Demografía
Según el censo de 2010, había 583 personas residiendo en Petros. La densidad de población era de 57,13 hab./km². De los 583 habitantes, Petros estaba compuesto por el 97.6% blancos, el 0% eran afroamericanos, el 0.17% eran amerindios, el 0.17% eran asiáticos, el 0% eran isleños del Pacífico, el 0% eran de otras razas y el 2.06% pertenecían a dos o más razas. Del total de la población el 0% eran hispanos o latinos de cualquier raza.